# Seniorenspiel

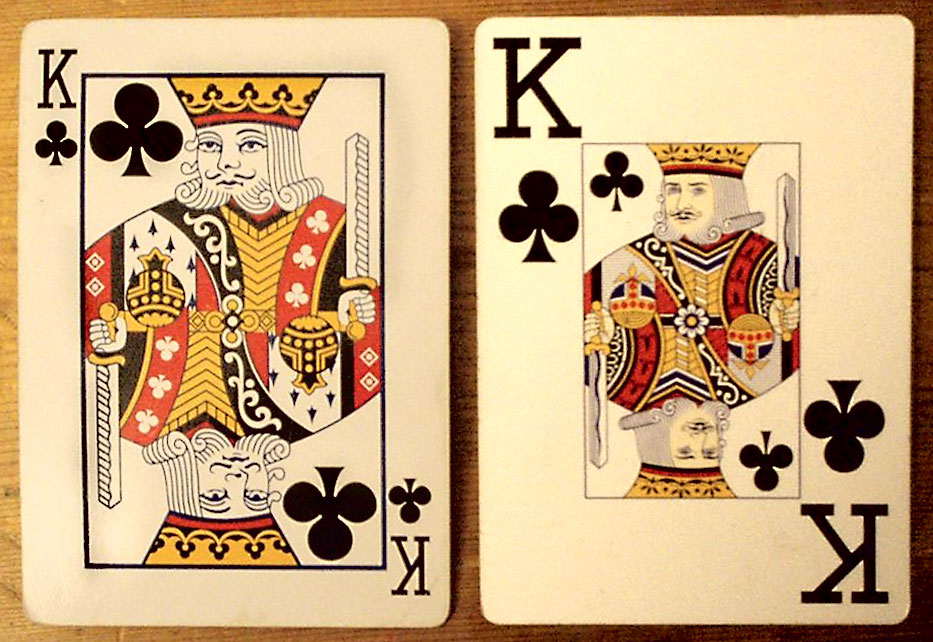
Spielkarte mit normalem und großem Schriftgrad

Seniorenspiele sind speziell für die Bedürfnisse älterer Menschen gestaltete Spiele oder Spielmaterialien. Allgemein bezeichnet der Begriff in der Spielpädagogik Spiele, die auf ein Publikum über 60 Jahre zugeschnitten sind. Ob nun Stuhlkreis, Brett- und Kartenspiele, die Spielarten von Seniorenspielen sind so vielseitig wie in der gesamten Spielpädagogik. Es gibt sogar Ludologen, die Spiel nicht generell Lebensphasenbezogen betrachten und somit Seniorenspielen ihre eigene Berechtigung vordergründig absprechen. Trotzdem ergibt diese Abgrenzung zu z. B. den Jugend-, Erwachsenen- und Kinderspiel einen Sinn. Wobei Seniorenspiele generell auch zu den Erwachsenenspielen zu rechnen sind. Trotzdem haben sie noch ihre eigenen Besonderheiten, mit denen sie die Spielwissenschaft beschäftigt.

## Seniorenbrett- und Kartenspiele
Einen besonderen Bekanntheitsgrad haben dabei heute Kartenspiele mit großen Zeichen und Zahlen (z. B. Karten für Skat, Rommé, und Canasta). Vereinzelt gibt es auch Brettspiele mit besonders großem Spielmaterial (Würfel, Holzspielfiguren). Hier beschränkt sich das Angebot allerdings bisher auf  traditionelle Spiele wie „Mensch ärgere Dich nicht“ oder Halma, oft in Form von Spielesammlungen.
Die gängigen Brett- und Kartenspiele sind allgemein mit Altersangaben versehen, beispielsweise „von 8 bis 99“. Abgesehen davon, das Menschen zunehmend älter werden und auch die Grenze 99 überschreiten (und damit das Alter für bestimmte Spiele?), sind viele Spiele keinesfalls für Senioren geschaffen. Ältere Menschen haben insbesondere Probleme beim Lesen und Erkennen von Symbolen, wenn die Schriftgröße oder der Kontrast zu umgebenden Flächen zu gering sind. Zu Alterssichtigkeit, Grauen Star etc. kommen oft noch Einschränkungen der Greiffähigkeit oder Sensibilität für kleine Spielmaterialien hinzu.
Ein seniorengerechtes Spiel muss also gut greifbare Spielsteine. kontrastreiche große Symbole und  Schriften haben. Viele Brettspiele erfüllen diese Kriterien heute nicht. Jüngere Spieler haben sicherlich auch eine Grenze, ab der sie Spiele mit einer zu üppigen Gestaltung der Spielmaterialien, Karten und Beschriftungen als „Spiel für alte Leute“ ablehnen. Spiele für „8-99“ können deshalb nicht speziell seniorengerecht sein, sondern nur ein Mindestmaß an Schrift- und Materialgröße bieten.

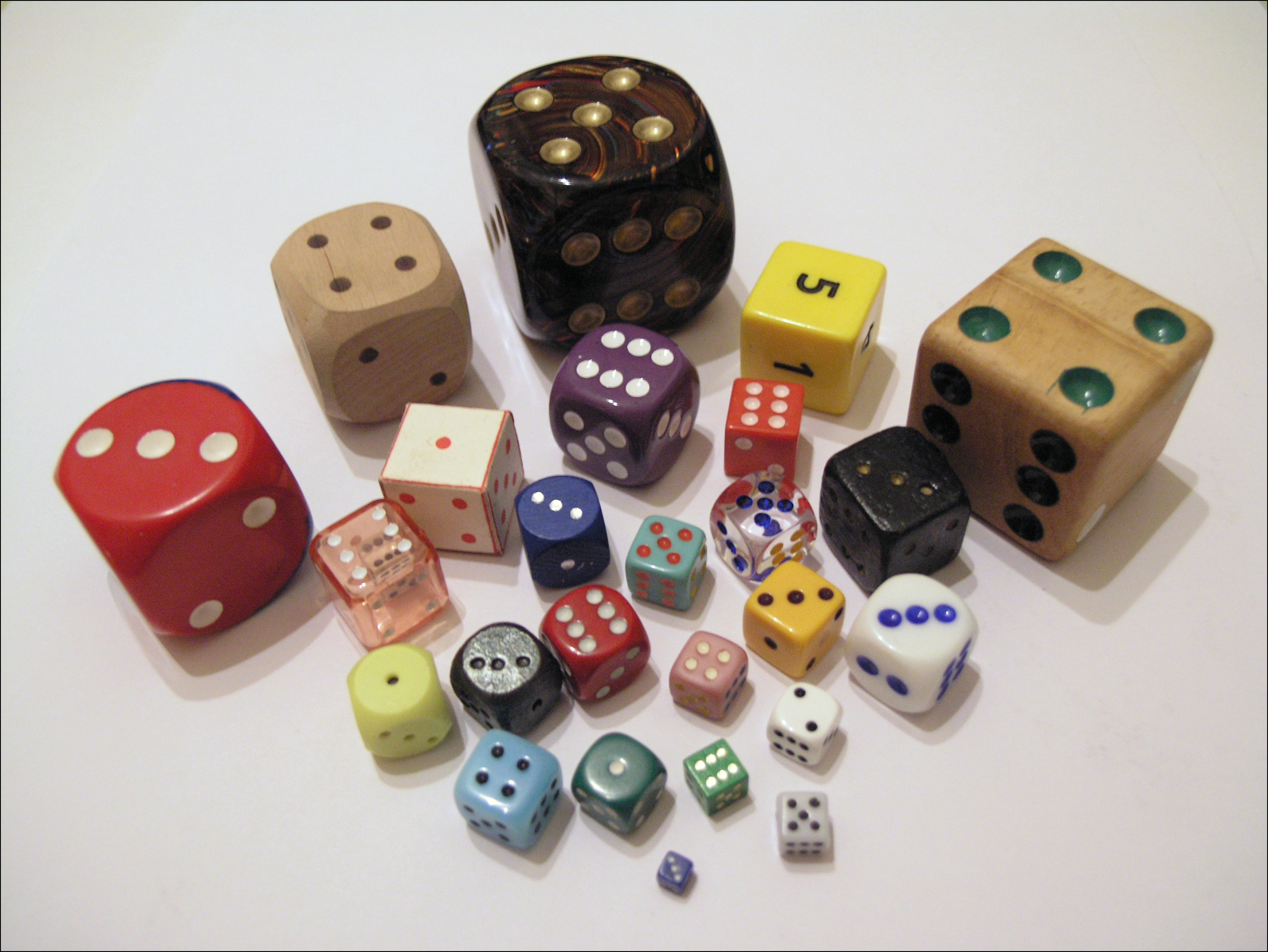
Kleine Würfel – große Würfel

Nur sehr wenige Spiele wurden bisher als Spezialausgabe mit besonders großem Spielmaterial herausgegeben – beispielsweise gibt es eine Scrabble-Version und Monopoly oder Puzzle- und Memory-Spiele. Der Grund hierfür mag auch darin liegen, dass die heute alten Menschen noch nicht in der modernen Spielewelt aufgewachsen sind und daher eher traditionelle Spiele nachfragen. Hier ergibt sich in absehbarer Zeit jedoch durch heranwachsende Generationen ein Wandel.
Spiele können auch einen Ruf als „Seniorenspiel“ haben, ebenso wie das Etikett „Familienspiel mit kleinen Kindern“. Das trifft für viele traditionelle Spiele zu (Domino, auch in modernerer Form als Triomino), wie auch für „Mensch ärgere Dich nicht“ etc. Wobei gerade Spiele mit geringem Anspruch – die auch mit kleinen Kindern gut spielbar sind, zu „Seniorenspielen“ werden. Ausgegangen wird dann allerdings von wenig leistungsfähigen älteren Menschen. Ein seniorengerechtes Spiel sollte dagegen höheren Ansprüchen an Geselligkeit, Gedächtnistraining und motorische Leistungen genügen.

## Spiele zur Demenzbetreuung und -prävention
Ein besonderer Bereich, der sich seit der Jahrtausendwende zunehmend im deutschsprachigen Raum herausbildet, sind spezielle Spiele für Menschen mit Demenz oder zur Prävention dieser. Für Demenzkranke sind einfache Spiele geeignet, die wenig Konzentration und Gedächtnisleistung verlangen. Es geht meist um Sinneserleben und Aktivierung von vorhandenen Emotionen und Wissensbeständen. Häufig werden sie im Zusammenhang mit sogenannter Biographiearbeit eingesetzt. Es sind sowohl Gruppengesellschafts-, als auch Einzel- oder Brett- und Kartenspiele. Häufig werden zur Prävention oder Betreuung Memorierspiele eingesetzt, wie Quizspiele und Gehirnaktivierungsaufgaben.

## Seniorengruppenspiele
Seniorengruppenspiele sind Gesellschaftsspiele ohne oder mit selbst gestalteten Materialien (Schreib- und Malutensilien, Stoffe, Fotos, Bälle). Im Vordergrund stehen Zerstreuung, Entspannung und geselliges Vergnügen. Sie werden im Stuhlkreis, an Tischen oder je nach Spielregel vorgegebenen Gegebenheiten gespielt. Sie dienen dabei der Förderung von Orientierungsvermögen, körperlicher Bewegung, dem gegenseitigen Kennenlernen und als Gedächtnistraining. Oft werden Kinderspiele wie beispielsweise das „Kofferpacken“ in dem Alter der Spieler angepasster Form verwendet. Wobei dies gerade von einigen Sozialarbeitern in diesem Bereich als teilweise kritisch bewertet wird, da es das Erwachsenensein der Klientel ausklammern würde. Dem setzen Spielsozialpädagogen die ganzheitliche Umfassung von Spiel in allen Lebenslagen entgegen.

## Verwendung von Seniorenspielen außerhalb des Seniorenbereiches
Speziell für die Arbeit mit Senioren gestaltete Spiele eignen sich auch für Menschen mit Behinderungen, da hier teilweise ähnliche Anforderungen an das Spielmaterial gegeben sind. Viele Formen von Handicaps treten eben auch im Alter verstärkt auf, so Sehbehinderungen etc. Aber auch wandern immer wieder sogenannte Seniorenspiele in den Jugendbereich oder Kinderbereich und werden von diesem Zielgruppen wieder- oder neuentdeckt.